# كأس ديفيز 2000
كأس ديفيز 2000 هو الموسم 89 من  كأس ديفيز. أقيم خلال الفترة 4 فبراير 2000 وحتى 10 ديسمبر 2000، وفاز فيه منتخب إسبانيا لكأس ديفيز.